# Jonathan Hazard
Jonathan J. Hazard (* 1731; † 29. Juli 1812)  war ein US-amerikanischer Politiker. Im Jahr 1788 war er Delegierter für Rhode Island im Kontinentalkongress.

## Werdegang
Die Lebensdaten von Jonathan Hazard werden in den Quellen unterschiedlich angegeben. Laut seiner Kongressbiographie wurde er um 1744 geboren und starb nach 1824. Bei Find A Grave werden seine Lebensdaten mit 1731 bis 1812 angegeben. Letzteres wird durch ein Bild seines Grabsteins belegt. Er besuchte die öffentlichen Schulen seiner Heimat. Über seinen beruflichen Werdegang jenseits der Politik ist nichts überliefert. In den 1770er Jahren schloss er sich der Revolutionsbewegung an. In den folgenden Jahren wurde er einer der einflussreichsten Politiker in Rhode Island, der die dortige Politik dominierte. Noch im Jahr 1776 wurde er Abgeordneter im Repräsentantenhaus von Rhode Island, in dem er auch für einige Jahre verblieb. Gleichzeitig nahm er am Unabhängigkeitskrieg teil. Dort war er zwischenzeitlich Zahlmeister für eine Einheit aus New Jersey. 1778 gehörte er auch dem Council of War an.
Nach dem Krieg stieg sein politischer Einfluss in Rhode Island noch weiter an. Er setzte sich für Papiergeld ein. 1788 vertrat er Rhode Island im Kontinentalkongress. Im selben Jahr gehörte er der Versammlung an, die für Rhode Island die Verfassung der Vereinigten Staaten ratifizieren sollte. Hazard war ein Gegner dieser Verfassung und stimmte erfolglos gegen deren Ratifizierung. Seine Haltung in dieser Frage markierte einen Wendepunkt seines politischen Einflusses, der nun allmählich abnahm. Trotzdem war er zwischen 1790 und 1805 erneut Abgeordneter im Staatsparlament. Danach zog er in den Staat New York, wo er am 29. Juli 1812 verstarb. Die Angaben über einen Todeszeitpunkt nach 1824 werden durch seinen Grabstein widerlegt. Da die Lebensdaten der Kongressbiographie offensichtlich falsch sind, müssen auch seine dort angegebenen Geburts- und Sterbeorte (Newport und Verona) in Frage gestellt werden.